# Keith (Skotsko)

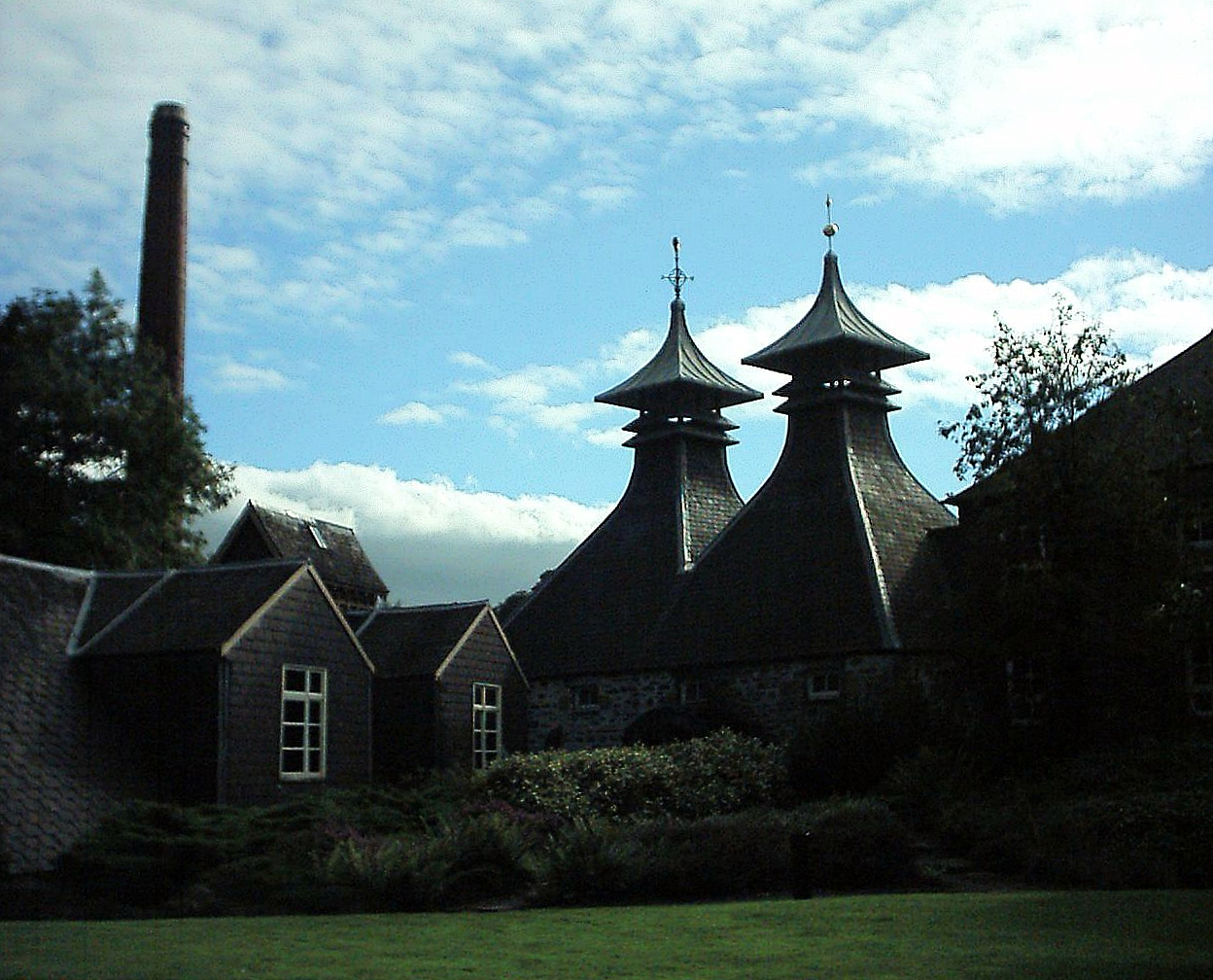
Palírna whisky Strathisla, stojící nedaleko centra města.

Keith je město na severovýchodě Skotska, ležící asi v jedné třetině cesty z města Elgin do města Aberdeen na silnici A96. Toto pětitisícové sídlo spadá do oblasti Moray, ovšem do roku 1975 patřilo podle starého členění do hrabství Banffshire. V oblasti okolo města se často hovoří tzv. Dorickým dialektem. Město patří mezi historicky významné a předpokládá se, že nejstarší části pocházejí z 12. století. V historii města bylo významnou částí období Piktů, zpracování vlny a výroba whisky, která přetrvává dodnes.